# 앨버트 팝웰
앨버트 포프웰(Albert Popwell, 1926년 7월 15일 ~ 1999년 4월 9일)은 미국의 배우, 무용가이다.
뉴욕에서 태어났으며 로스앤젤레스에서 사망하였다.

## 출연 작품
- 글로리아 (1989년)
- 더티 해리 4 - 써든 임팩트 (1983년)
- 버디 홀리 스토리 (1978년)
- 더티 해리 3 - 집행자 (1976년)
- 클레오파트라 카지노 정복 (1975년)
- 로스트 인 더 스타스 (1974년)
- 클레오파트라 존스 (1973년)
- 돌파구 (1973년)
- 더티 해리 2 - 이것이 법이다 (1973년)
- 더티 해리 (1971년)
- 일망타진 (1968년)

### 텔레비전
- 아이언사이드 (1968-74)
- 수사관 맥클라우드 (1970)
- 제6지대 (1970-71)
- 뿌리 - 그 다음 세대 (1979)